# Hermann von Oppeln-Bronikowski (General, 1826)
Hans Hermann von Oppeln-Bronikowski (* 26. Februar 1826 in Iserlohn; † 27. September 1904 in Wiesbaden) war ein preußischer Generalleutnant.

## Leben

### Herkunft
Hermann war der zweite Sohn des preußischen Oberstleutnants Johann Ferdinand Franz von Oppeln-Bronikowski (1791–1851) und dessen Ehefrau Luise Wilhelmine, geborene Müllensieffen (1797–1884).

### Werdegang
Oppeln besuchte die Kadettenhäuser in Potsdam und Berlin. Anschließend wurde er am 17. Juli 1843 als aggregierter Sekondeleutnant der Garde-Artillerie-Brigade der Preußischen Armee überwiesen und absolvierte 1844/46 die Vereinigte Artillerie- und Ingenieurschule. Nach dem erfolgreichen Abschluss wurde er am 12. Oktober 1846 zum Artillerieoffizier ernannt. Während der Märzrevolution nahm er 1848 an den Straßenkämpfen in Berlin und später im Feldzug gegen Dänemark am Gefecht bei Schleswig teil.
Von 1851 bis 1853 wurde er als Feuerwerksleutnant eingesetzt und vom 1. Mai 1853 bis zum 31. März 1856 zur Topographischen Abteilung des Großen Generalstabes kommandiert. Dort wurde er am 20. Mai 1854 Premierleutnant und avancierte nach seiner Rückkehr am 3. April 1858 zum Hauptmann. Am 2. Februar 1860 wurde Oppeln im besonderen Auftrag des Kriegsministeriums nach Frankreich geschickt und am 19. April 1861 in das Kriegsministerium versetzt. Dort wurde er am 3. Dezember 1863 zum Major befördert und am 18. März 1864 kam mit besonderem Auftrag nach Holstein. Er wurde am 17. Juni 1865 zur Dienstleistung in die 2. Artillerie-Brigade kommandiert und am 23. September 1865 zum Kommandeur der 2. Festungsabteilung der 3. Artillerie-Brigade in der Festung Mainz ernannt. Während des Deutschen Krieges war Oppeln 1866 Kommandeur eines Belagerungstrains.
Anschließend wurde er am 24. August 1866 Artillerieoffizier vom Platz in Mainz und in dieser Eigenschaft am 30. Oktober 1866 zum Oberstleutnant befördert. Im Jahr 1869 wurde er Bevollmächtigter zur Besichtigung der Festungen Ulm, Rastatt und Landau. Am 3. März 1870 folgte seine Ernennung zum Kommandeur des Feldartillerie-Regiment Nr. 11 sowie am 26. Juli 1870 die Beförderung zum Oberst. Während des Krieges gegen Frankreich nahm Oppeln an den Schlachten bei Weißenburg, Wörth, Orleans und Beaugency-Cravant sowie der Belagerung von Paris und den Gefechten bei Chateauneuf und Bretoncelles teil. Vom 21. Dezember 1870 bis zum 17. Februar 1871 war er Kommandeur des Munitionsfuhrparks der 3. Armee vor Paris. Für sein Wirken erhielt er beide Klassen des Eisernen Kreuzes.
Im Jahr 1873 kam Oppeln in den Stab der IV. Armee-Inspektion, nahm an der Besichtigung der 27. Division (2. Königlich Württembergische) sowie des II. Armee-Korps der Bayerischen Armee teil und war bei den Kavalleriemanövern bei Buxtehude. Unter Stellung à la suite seines Regiments wurde er am 30. April 1874 zum Kommandeur der 7. Feldartillerie-Brigade ernannt und am 2. Mai 1874 zum Generalmajor befördert. Anlässlich des Ordensfestes erhielt Oppeln im Januar 1877 den Roten Adlerorden II. Klasse mit Eichenlaub, bevor er am 15. August 1878 mit dem Charakter als Generalleutnant zur Disposition gestellt wurden. Am 25. Jahrestag der Schlacht bei Wörth erhielt er den Kronen-Orden II. Klasse mit Stern.

### Familie
Oppeln heiratete am 8. September 1863 in Berlin Elise Heyn (1844–1889), Tochter des braunschweigischen Konsuls Heinrich Julius Heyn. Ihre Schwester Emilie Marie (1846–1914) war mit dem Generalleutnant Eduard von Jena verheiratet. Das Paar hatte wenigstens zwei Kinder:
- Frieda (1866–1945), Schriftstellerin ⚭ 1900 Paul Langenheim († 1904)
- Friedrich (1873–1936), Schriftsteller ⚭ 1896 Frieda Freiin von Stein-Liebenstein (* 1860), geschiedene Edgar von Brozowski (1855–1915), Sohn von Adolf von Brozowski